# Базонкур
Базонкур (фр. Bazoncourt) насеље је и општина у североисточној Француској у региону Лорена, у департману Мозел која припада префектури Мец Кампањ.
По подацима из 2011. године у општини је живело 499 становника, а густина насељености је износила 37,77 становника/km². Општина се простире на површини од 13,21 km². Налази се на средњој надморској висини од 275 метара (максималној 337 m, а минималној 215 m).

## Демографија
| 1962. | 1968. | 1975. | 1982. | 1990. | 1999. | 2011. |
| ----- | ----- | ----- | ----- | ----- | ----- | ----- |
| 255   | 265   | 271   | 421   | 433   | 469   | 499   |

График промене броја становника у току последњих година